# Werner Dorst
Werner Dorst (* 6. Januar 1914 in Neundorf bei Plauen; † 7. Dezember 1990) war ein deutscher Erziehungswissenschaftler, Prorektor und Hochschullehrer an der Friedrich-Schiller-Universität Jena.

## Leben
Dorst, Sohn eines kaufmännischen Angestellten, studierte nach dem Abitur Geschichte, Philosophie, Geographie und Kunstgeschichte und wurde 1936 Lehrer. Am 20. Mai 1937 beantragte er die Aufnahme in die NSDAP und wurde rückwirkend zum 1. Mai desselben Jahres aufgenommen (Mitgliedsnummer 4.530.412). 1939 wurde er Studienassessor in Halle und legte 1941 das Staatsexamen für den höheren Schuldienst ab.
1941 wurde Dorst in die deutsche Wehrmacht eingezogen und kämpfte im Rang eines Oberleutnants im Zweiten Weltkrieg. Im Sommer 1943 geriet er in sowjetische Kriegsgefangenschaft und wurde 1944 Mitarbeiter des antifaschistischen Nationalkomitees Freies Deutschland (NKFD). Nach einer sechsmonatigen Schulung wurde er 1946 Lektor, später Assistent für Geschichte und Philosophie an der zentralen Antifa-Schule in Krasnogorsk.
1949 kehrte Dorst nach Deutschland zurück und wurde im Februar Referent für Oberschulen in der Schulabteilung der Deutschen Verwaltung für Volksbildung. Im selben Jahr wurde er Mitglied der Sozialistischen Einheitspartei Deutschlands (SED). Im Januar 1950 wurde Dorst stellvertretender Direktor, ab Dezember 1950 kommissarischer Direktor und ab Mai 1951 Direktor des Deutschen Pädagogischen Zentralinstituts (DPZI). 1952 wurde er an der Humboldt-Universität Berlin mit einer Arbeit über „Grundlagen von Erziehung, Bildung und Unterricht in der DDR“, veröffentlicht 1953, promoviert.
Im Juli 1958 geriet Dorst in Konflikt mit der Partei- und Staatsführung der DDR und wurde unter dem Vorwurf „revisionistischer Tendenzen“ abberufen und vorübergehend zu „besonderen Arbeiten“ in das Ministerium für Volksbildung „delegiert“.
Noch 1958 wurde Dorst Dozent an der Friedrich-Schiller-Universität Jena und wurde dort 1960 mit einer Arbeit über das „Erziehungssystem in der Bundesrepublik Deutschland“ habilitiert. 1961 wurde er Professor mit vollem Lehrauftrag für systematische Pädagogik und war später langjähriger Direktor der Sektion Erziehungswissenschaften und Prorektor der Universität.
Seit Gründung der Akademie der Pädagogischen Wissenschaften der DDR (APW) 1970 war Dorst deren ordentliches Mitglied.

## Ehrungen
- 1989 Ehrendoktor der Akademie der Pädagogischen Wissenschaften der DDR